# Constitución de Tailandia (2007)

Garuda (Phya Khrut o Garudá Real), símbolo del rey de Tailandia y escudo nacional.

La Constitución de Tailandia de 2007 es un texto constitucional para Tailandia ratificado en referéndum el 19 de agosto de 2007 y que fue aprobado el 5 de julio de 2007 por un Comité Constitucional creado por la Asamblea Nacional elegida por la Junta Militar después del golpe de Estado de 2006. Es la decimoctava constitución de Tailandia desde que se abolió la monarquía absoluta en la década de 1920.
La Constitución recibió críticas desde antes de ser redactada. Así lo fue el propio proceso de selección de los redactores, por estar sometido a un complejo sistema de elección corporativa en función del empleo o condición social, realizado en varias fases y en el que la Junta Militar tuvo siempre la última palabra. En cuanto al texto constitucional propiamente dicho se criticó la amnistía implícita que contenía a la Junta Militar, que la pormenorizada regulación de los derechos y libertades era similar a la de la norma fundamental de 1997 sin que fuesen, en la mayoría de los casos, invocables directamente ante los tribunales y la regulación excesiva del poder ejecutivo y los partidos políticos que limitaba la estabilidad futura de los gobiernos. En los aspectos positivos se señaló la extensión de los derechos sociales o colectivos, el establecimiento de medidas de prevención del fraude y de la corrupción política y el establecimiento de un sistema de representación proporcional corregido de tal suerte que permitía un mayor equilibrio territorial entre las provincias del país.
Hasta la fecha de entrada en vigor de la Constitución de 2007, Tailandia se regía por una Constitución interina elaborada por la Junta Militar y que entró en vigor, por sanción real, el 1 de octubre de 2006.

## Antecedentes: Constitución interina de 2006

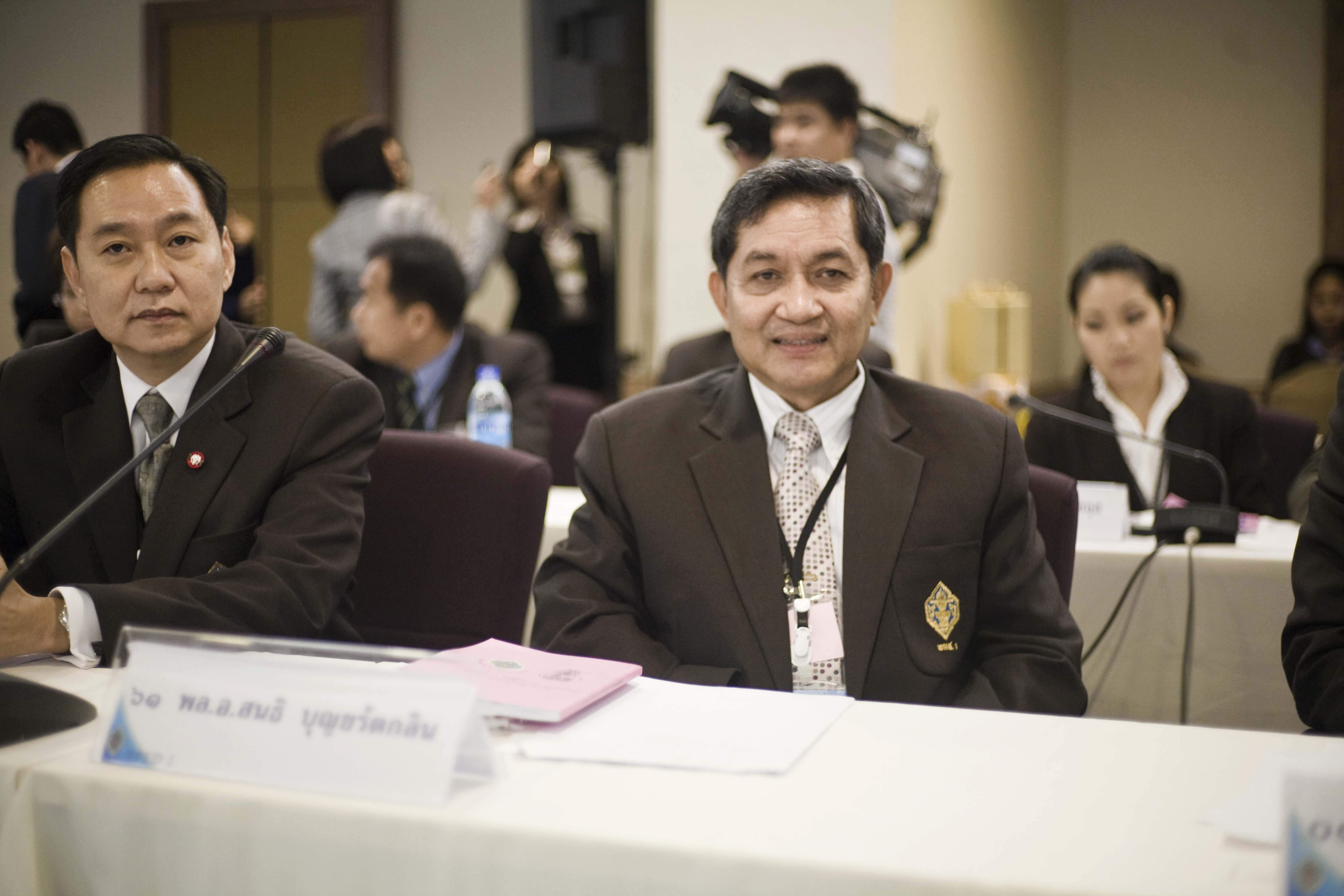
Sonthi Boonyaratglin (a la derecha), líder del golpe de Estado de 2006 y Presidente del Consejo de Seguridad Nacional, quien concentraba todo el poder para la elección de los que debían elegir a los redactores de la Constitución.

Tras el golpe de Estado de 2006, el Consejo para la Reforma Democrática integrado por los dirigentes golpistas y que asumió el poder de facto y derrocó al primer ministro Thaksin Shinawatra, abolió la Constitución de 1997. En octubre, quince días después, aprobó vía decreto del rey, una Constitución interina que, entre otras cuestiones, determinaba el proceso para la elaboración de un nuevo texto constitucional de carácter permanente. En lo referente a dicho proceso, la Constitución interina establecía:
- Se creará una Asamblea Constituyente para la elaboración de una nueva constitución, y que estará compuesta por trescientos miembros. Estos no pueden pertenecer o haber pertenecido a partido político alguno en los dos años anteriores a su elección, ni pueden ser miembros de la Asamblea Nacional de Tailandia y gozan de la misma inviolabilidad en el ejercicio de sus funciones que los de la Asamblea Nacional (artículo 19). La elección de sus miembros se hará de la siguiente forma:
  - Cien miembros elegidos por el rey con el refrendo del presidente del Consejo para la Seguridad Nacional, general Sonthi Boonyaratglin (artículo 22).
  - Se constituirá otra Asamblea de dos mil miembros nombrados por el rey, Bhumibol Adulyadej, con el refrendo de nuevo del presidente del Consejo Nacional de Seguridad. Esta Asamblea elegirá a otros doscientos miembros, de entre los cuales el Consejo Nacional de Seguridad seleccionará cien (art. 22).
  - Cien miembros serán elegidos por el Consejo Nacional de Seguridad (art. 22).
- La Asamblea Constitucional nombrará un Comité Redactor para la elaboración de la constitución compuesto por veinticinco miembros ajenos a la misma y diez expertos. En ambos casos, la elección requiere el refrendo del presidente del Consejo para la Seguridad Nacional (art. 25).
- La propuesta del Comité Redactor deberá explicar las modificaciones planteadas con respecto a la anterior Constitución de 1997, y debe ser remitida para su informe a los demás poderes del Estado, incluido el Consejo Nacional de Seguridad, la Asamblea Constitucional, Universidades y la Comisión de Derechos Humanos de la Asamblea Nacional Legislativa.
- El conjunto de propuestas y enmiendas hechas será analizada por la Asamblea Constituyente.
- Debatida y aprobada, será sometida a referéndum (arts. 26 al 32).

## Críticas al proceso constituyente

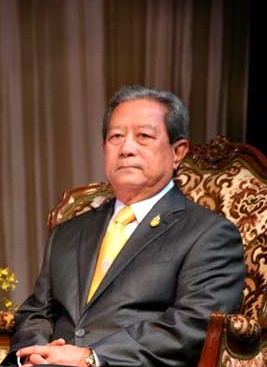
El general Surayud Chulanont, primer ministro del gobierno interino, tenía facultades para aprobar un texto constitucional sin más consultas si se rechazaba el propuesto en referéndum.

La Comisión Asiática de Derechos Humanos fue muy crítica con el proceso al considerar que, tras la apariencia de la participación de multitud de personas, entidades y colectivos en la elaboración del texto constitucional, en la realidad el conjunto de decisiones provenía de la Junta Militar o de su Presidente, quienes nombraban a los trescientos miembros de la Comisión Constitucional directa o indirectamente. Esta crítica a la falta de control de la población sobre un texto que tenía la pretensión de ser democrático, era compartida también por representantes de distintas instituciones, como Weng Tojirakarn, presidente de la Federación para la Democracia, Somchai Siripreechakul, decano de la Facultad de Derecho de la Universidad Chiang Mai, representantes de la Universidad Abierta Sukhothai Thammathirat, Universidad de Silpakorn y de la Universidad de Thammasat. Las críticas por parte del disuelto partido, Thai Rak Thai eran muy similares. En resumen, se destacó:
- Trescientos de los cuatrocientos miembros de la Asamblea Constituyente eran directa o indirectamente nombrados por el presidente de la Junta Militar, general Sonthi Boonyaratglin.
- Los otros cien integrantes de la Asamblea los elegía directamente la Junta Militar.
- Todos los miembros de la Comisión Redactora debían obtener el visto bueno del presidente de la Junta Militar.
- Solamente el propio presidente de la Junta Militar estaba excluido de poder participar de futuros procesos electorales, pero no el resto de miembros.
- La ausencia de miembros del mayor partido político del país, el Thai Rak Thai, excluido e ilegalizado, en la elaboración del texto.
- Si la nueva Constitución era rechazada en referéndum, de conformidad con el artículo 32 de la Constitución interina, la Junta Militar y el gobierno interino de Tailandia podrían aprobar un texto constitucional sin más consultas.[5]

## Elaboración del proyecto

### Directrices de la Junta Militar
En diciembre de 2006, antes de ser elegidos la totalidad de los miembros que formarían la Asamblea Constituyente, el presidente de la Junta Militar, Sonthi Boonyaratglin, señaló varias directrices que debían seguir los redactores nombrados por la misma, así como algunas sugerencias:
- La misma persona no podía ocupar el cargo de primer ministro durante más de dos mandatos.
- Limitación de las acciones del poder ejecutivo durante el periodo en el que se encuentre «en funciones» por disolución del Parlamento.
- Reducción del número de miembros que pueden promover una moción de censura.
- Impedir la fusión de partidos políticos presentes en las Cámaras.
- Permitir que los parlamentarios elegidos pudieran cambiar a voluntad de Grupo Parlamentario durante la legislatura.
- Que el Senado estuviese compuesto en su totalidad por miembros elegidos democráticamente.

### Proceso de nombramiento de la Asamblea Constituyente
La Asamblea de Parlamentarios compuesta por dos mil miembros seleccionó los doscientos candidatos a proponer al Consejo Nacional de Seguridad en diciembre de 2006. La elección no estuvo exenta de críticas, tanto por el procedimiento como por las personas seleccionadas. Los tres candidatos que más votos obtuvieron fueron, el primero, un antiguo compañero de armas del presidente del Consejo Nacional de Seguridad, Sonthi Boonyaratglin; el segundo un alto ejecutivo de la empresa BMW y el tercero un empresario constructor, sin que fuera elegido entre los doscientos ningún trabajador ni agricultor. La Asamblea Constituyente fue elegida siguiendo un procedimiento corporativista, en cuatro clases o tipos según su procedencia laboral y/o social. Así, de los 200 finalmente seleccionados, 74 provenían del sector público que contaba con 574 miembros en la Asamblea; 34 eran académicos o intelectuales, que contaban con 325 miembros; 38 provenían de diferentes sectores sociales, que tenían 538 miembros y, finalmente, 54 pertenecían a la empresa privada, representada por 545 miembros.
De los doscientos, cien fueron elegidos por la Junta Militar, destacando importantes personalidades opuestas al anterior primer ministro Thaksin. El presidente de la Asamblea Constituyente fue elegido por unanimidad: el rector de la Universidad de Thammasat, Noranit Setabutr

### Elección del resto de los miembros

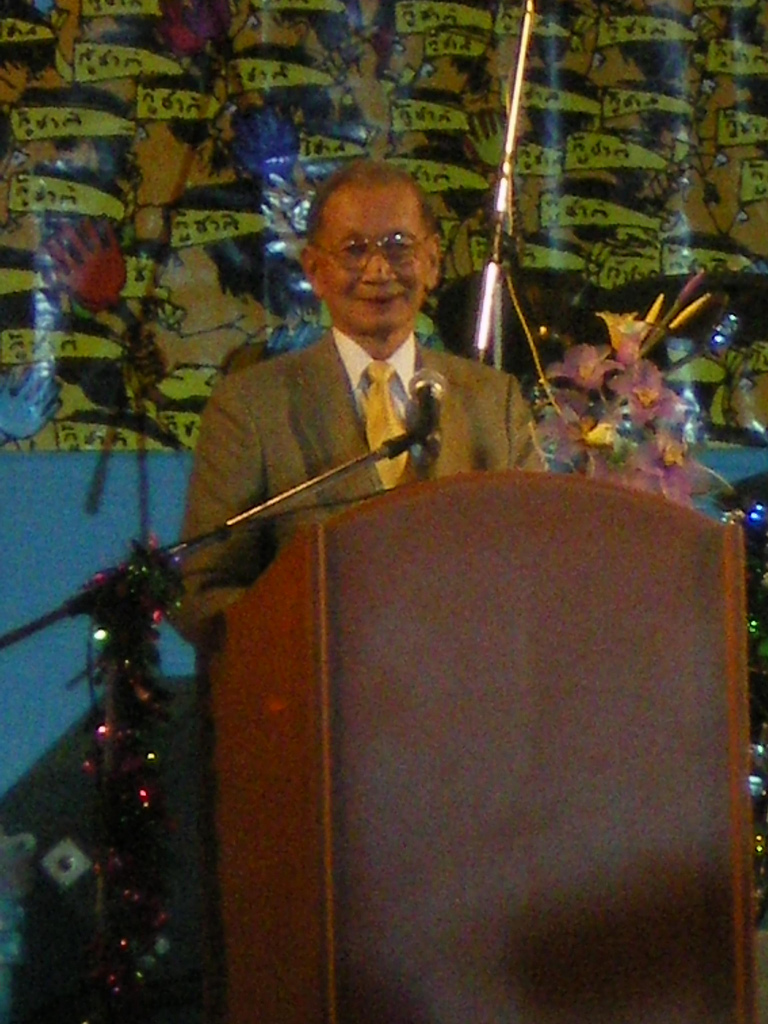
El general Prasong Soonsiri, de la Real Fuerza Aérea y próximo al rey, fue designado presidente del Comité Redactor de la Constitución, compuesto finalmente por veinticinco miembros.

A lo largo de diciembre de 2006 y enero de 2007 tanto la Junta Militar como el presidente de la misma procedieron al nombramiento de los otros doscientos miembros de la Asamblea Constituyente, de conformidad con las prerrogativas establecidas por la Constitución interina de 2006. Se nombró también al grupo redactor encabezado por Prasong Soonsiri. Diez fueron elegidos directamente por la Junta y los otros veinticinco (hasta el total de treinta y cinco), por la Asamblea de dos mil parlamentarios, con el visto bueno de la Junta.

## Texto constitucional
El texto constitucional definitivo sometido a referéndum constaba de 15 capítulos y 299 artículos. Con carácter general la constitución manifiesta que Tailandia es un estado único e indivisible, cuya forma es la monarquía constitucional, correspondiendo la soberanía al pueblo, estableciendo la norma constitucional como la cúspide del sistema jurídico, si bien se atenderá a la costumbre democrática en aquello no previsto en la constitución. Establece la igualdad de los ciudadanos y la no discriminación, y la interpretación de las normas de conformidad con los principios de los derechos humanos y la libertad (arts. 1 a 7).

### Derechos y libertades
El capítulo tercero trata de los derechos y libertades de los tailandeses (arts. 26 a 68), si bien se pueden encontrar referencias en otras partes del texto constitucional. Es de destacar que, aunque parecida a la Constitución de 1997, la amplitud de derechos reconocidos a los grupos es mayor. Sobre los derechos fundamentales establece:
1. La libertad de ejercicio de los derechos por los ciudadanos y la obligación de respeto al mismo por las autoridades, con las únicas limitaciones del respeto a las normas constitucionales y a la moral pública.
2. Se establece que los derechos y libertades reconocidos son inviolables, y que los ciudadanos pueden pedir el amparo de los tribunales de justicia en su defensa, si bien las leyes determinarán y concretarán el ejercicio de los derechos y el ámbito de las libertades, con respeto a la constitución.
3. Cualquier limitación deberá ser establecida por ley.
4. Se reconoce la igualdad de todos los ciudadanos, y la obligación de los poderes públicos de salvaguardarla. Igualmente se establece la no discriminación por razón de sexo, lugar de nacimiento, raza, condiciones físicas y psíquicas, posición social o económica, creencias religiosas, orientación política o educación (arts. 31 y 32). En materia religiosa, a diferencia de las anteriores constituciones, no se declara al budismo como religión oficial, si bien se menciona al señalar que el Rey es el cabeza de la Iglesia budista en el país y que el Estado la protegerá, junto a otras confesiones religiosas (art. 78).[20][21]
5. Se prohíbe la tortura, los tratos inhumanos y cualquier forma de ejercicio irregular de violencia contra las personas, debiendo la fiscalía actuar de oficio contra quienes los ejercieran (arts. 32 y 33).
6. Se establece la libertad de circulación por todo el país, el derecho al honor, la propia imagen y la no intervención en la vida privada y familiar; la libertad de comunicación salvo las excepciones previstas en las leyes; la libertad religiosa (art. 37) y de culto, así como las ceremonias a ellas asociadas, siempre y cuando no atenten contra la moral o la ley; se prohíben, asimismo, los trabajos forzados (arts. 32 a 38).
7. Derecho a un juicio justo, a no ser condenado salvo por los tribunales de justicia, a la presunción de inocencia mientras no haya sentencia firme de un tribunal. Los procedimientos judiciales han de ser rápidos, no excesivamente costosos, públicos y sujetos a las pruebas presentadas. Se reconoce igualmente el derecho a la defensa (arts. 39 a 41).
8. Derecho al trabajo, a una remuneración adecuada y a recibir prestaciones en situaciones de desempleo (arts. 43 y 44).
9. Derecho a la libertad de expresión, salvo las limitaciones establecidas por ley y el respeto al resto de los derechos fundamentales previstos en la Constitución. Se prohíbe la censura previa. Se establece la obligación de que los titulares de los medios de comunicación sean tailandeses, quedando prohibidas las ayudas del Estado a los medios de comunicación. Los periodistas gozarán de libertad para difundir sus opiniones. El espacio radioeléctrico y de comunicaciones de cualquier tipo vía televisión se consideran de servicio público, y su uso se efectuará mediante concesión administrativa por una agencia estatal independiente (arts. 45 a 47).
10. Derecho a la educación en igualdad de condiciones, y a la libertad académica (arts. 48 y 49).
11. Derecho a recibir unas prestaciones de calidad en el sistema sanitario público que será de carácter universal (art. 50).
12. Derecho a la protección especial de:
  1. Los menores frente a la violencia psíquica y los malos tratos. Se garantiza que el Estado se hará cargo de la educación y cuidado de los niños cuando se encuentren en desamparo.
  2. Los mayores de 60 años, a recibir una pensión si no disponen de recursos suficientes.
  3. Los discapacitados a recibir atención y ayuda del Estado, así como de los pobres (arts. 51 a 54).[18]
13. Derecho a la participación política en la elección de los cargos públicos, a conocer los datos que sobre su persona están en poder de la administración, a la rectificación de los mismos, a realizar peticiones y comparecencias ante los poderes públicos y a recibir, en un tiempo razonable, respuesta a sus demandas y a la protección como consumidores (arts. 55 a 61).
14. Derecho de asociación a los grupos y entidades legalmente constituidas, a crear una entidad y afiliarse a un partido político. Se establece que los miembros de la Cámara de Representantes que consideren que una resolución de su partido afecta a sus deberes estatutarios como miembros del parlamento, o está en conflicto con los principios constitucionales, pueden llevar la cuestión al amparo de la Corte Constitucional, la cual podrá revocar la decisión del partido político (arts. 62 a 64).

### Obligaciones
El capítulo cuarto regula las obligaciones, estableciendo que:
1. Todos tienen el deber de proteger la nación, la religión, el rey y la constitución (arts. 69 y 70).
2. El deber de votar en los procesos electorales y en los referéndums (art. 71).
3. A prestar el servicio militar, a ayudar y prevenir las calamidades públicas, y a defender el patrimonio cultural y natural, de conformidad con lo que establezca la ley (art. 72).[6]

### Organización territorial
El artículo 78 y los artículos 281 y siguientes regulan la organización territorial. La administración provincial (las 76 provincias de Tailandia, denominadas Changwat) queda integrada dentro de la administración del Estado. Su gobierno está en manos de un gobernador elegido por el ministerio de Asuntos Internos o quien le suceda en la organización del consejo de ministros, a excepción de Bangkok, la capital, cuyo gobernador y asamblea son elegidos por el mismo procedimiento que se señalará para la organización local (sufragio universal). Es la ley ordinaria, y no la constitución, la que regula el número, organización y competencias de las provincias.
Para la administración local se establece que los miembros de los comités locales y/o los administradores locales serán elegidos por sufragio universal libre, directo y secreto por un período de cuatro años. El Presidente de la asamblea y/o comité local será elegido por sus miembros. En la administración local se reconoce la autonomía de la misma bajo el principio de autogobierno, que permite la atribución de competencias para tratar y resolver los asuntos que les afecten, si bien dentro del principio en virtud del cual el interés local no puede chocar con el interés nacional. Se realiza un reconocimiento global no cerrado de materias de competencia local que abarcan desde la seguridad y las finanzas hasta la organización interna, si bien se deja en manos de la legislación posterior y específica el alcance de dicha autonomía de acuerdo con planes de descentralización administrativa elaborados por la administración central, la local y personas cualificadas integradas en comisiones de trabajo. Los ingresos locales se determinarán igualmente por ley estatal atendiendo al desarrollo económico de cada zona. Una vez establecidas competencias concretas e ingresos, las comisiones de trabajo se reunirán cada cinco años para evaluar los resultados y proponer, en su caso, las medidas que consideren convenientes teniendo en cuenta la promoción de la descentralización. En todo caso, la administración local no podrá recibir ayudas de la administración del Estado fuera del marco de los módulos de ingresos establecidos, ni podrá ser objeto de promoción y apoyo específico.

### Poderes del Estado

#### El rey de Tailandia
Los artículos 8 a 25 del segundo capítulo de la Constitución y los artículos que regulan el poder ejecutivo y los estados de excepción, regulan la figura del rey, como monarca constitucional al que se atribuyen las funciones de Jefe del Estado y Jefe de las Fuerzas Armadas. Además, dispone libremente los nombramientos de los miembros civiles y militares de la Casa Real, determina la composición del Consejo Privado y a su iniciativa se disponen las leyes sucesorias de la Corona. El rey debe profesar la religión budista y se le califica como sostenedor de las religiones, aunque el Estado se define como aconfesional. La figura del rey es inviolable y en su tarea de firmar los acuerdos del gobierno y las Cámaras, su firma debe ser refrendada, bien por el jefe del Gobierno, los ministros o los presidentes de las Cámaras, según la materia y órgano que dicta la disposición. Como Jefe de las Fuerzas Armadas la Constitución no establece limitación alguna al monarca.
Aunque el poder ejecutivo reside en el Gobierno, el Rey se reserva la facultad de dictar decretos con poder vinculante siempre que no sean contrarios a las leyes, la declaración del estado de emergencia y la ley marcial en todo o parte del territorio. También se atribuye al jefe del Estado la facultad de declarar la guerra, en este caso con el apoyo de la Cámara de Representantes. El Consejo de Ministros y el primer ministro pueden ser sustituidos por la autoridad real con la declaración del estado de emergencia. También le corresponden las prerrogativas de conceder amnistía y el nombramiento y destitución de los jefes militares.

#### Poder legislativo

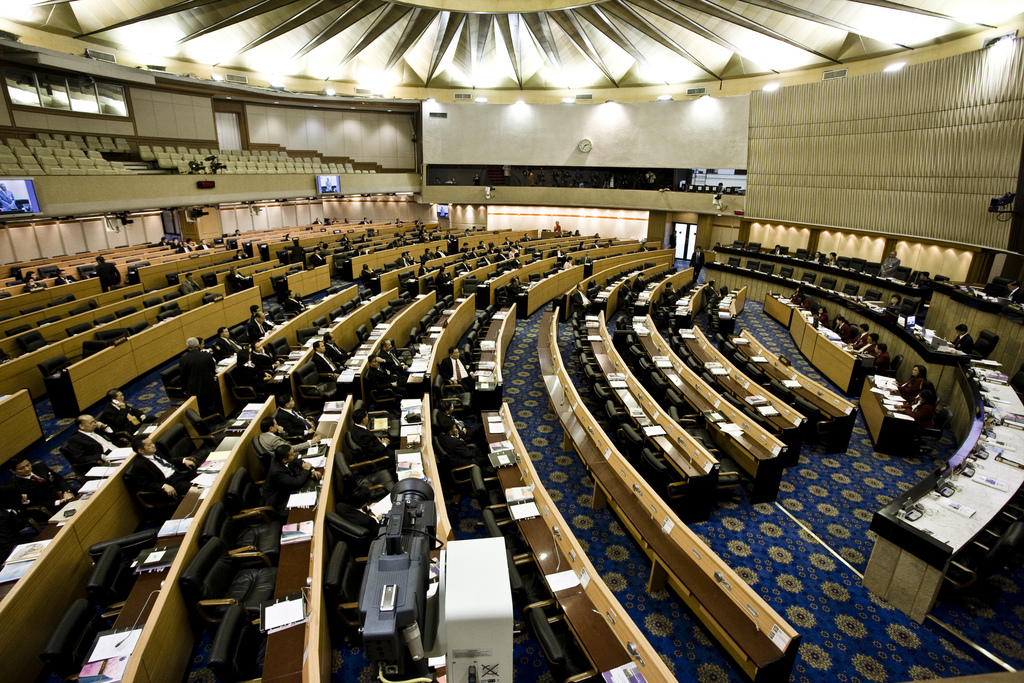
Edificio de la Cámara de Representantes de Tailandia, en Bangkok.

##### Asamblea Nacional
La Asamblea Nacional de Tailandia es el órgano donde reside el poder legislativo, y funciona mediante un sistema bicameral: la Cámara de Representantes y el Senado. El Presidente de la Cámara de Representantes asume la función de Presidente de la Asamblea Nacional, mientras que el presidente del Senado se convierte en su Vicepresidente.
Cámara de Representantes
Hasta julio de 2011, la Cámara de Representantes estaba compuesta por 480 miembros, de los que 400 se elegían por el sistema de voto mayoritario, y 80 de manera proporcional. El gobierno de Abhisit Vejjajiva propicio una reforma constitucional y de la legislación electoral encaminada a modificar la representación, aumentando el número total de miembros y, paralelamente los de representación proporcional en merma de los de voto mayoritario. Así, para las elecciones de 2007, la cámara quedó conformada según fijaba el texto constitucional en ese momento, pero en las elecciones de 2011 se siguió la reforma aprobada. Así, la Cámara de Representantes está compuesta por 500 miembros, elegidos para un periodo de cuatro años en el territorio del país según el censo provincial. Un total de 375 miembros se eligen por este sistema mediante voto mayoritario, y los 125 restantes por un sistema proporcional según seis grandes zonas electorales en las que se divide el país que tengan un número de población similar, atribuyéndose a cada zona un mínimo de 10 diputados a elegir.
Pueden votar los tailandeses de nacimiento o naturalizados, mayores de 18 años. Los nacionalizados deben poseer la nacionalidad con una antigüedad mínima de cinco años. Todos deben tener fijada su residencia en el distrito en el que votan, al menos 90 días antes del día de las elecciones. No tienen derecho a voto los incapacitados y enfermos mentales, los presos condenados por sentencia, aquellos que, aun estando en libertad, hayan sido condenados a la pérdida del derecho de sufragio, y los monjes, novicios y clérigos.
Pueden ser candidatos a la Cámara de Representantes los tailandeses de nacimiento, mayores de 25 años, miembros de un partido político y que residan, hayan nacido, estudiado o prestado sus servicios en la provincia donde se presentan. No pueden ser candidatos los adictos a las drogas, los que se encuentren en quiebra o hayan sido declarados como tal por fraude, los presos condenados por sentencia o que se encuentren bajo detención o con orden de arresto por un tribunal pendientes de juicio, aquellos que hayan sido condenados o estén procesados y sus bienes confiscados por un tribunal por tener un enriquecimiento injustificado, los miembros de los consejos locales, los miembros y empleados de las Agencias estatales, los que lo sean de la Oficina del Defensor del Pueblo, de la Comisión Electoral, del Auditor General, de la Comisión Nacional Contra la Corrupción y, por último, los miembros del Senado.
Senado
El Senado está compuesto por 150 miembros. Setenta y seis son elegidos por sufragio universal, uno por cada provincia. Los otros setenta y cuatro son elegidos por el Rey de una lista elaborada por el Comité de Selección de Senadores (artículos 103 a 116), entre los propuestos por diferentes organizaciones, incluyendo las distintas academias, el sector público, el sector privado, grupos ocupacionales, y otros grupos cualificados. El Comité de Selección está compuesto por:
1. El presidente de la Corte Constitucional, que ejercerá en la misma las funciones de Presidente.
2. El presidente de la Oficina del Fiscal general.
3. El presidente de la Comisión Nacional Contra la Corrupción.
4. El presidente de la Comisión Nacional de Derechos Humanos
5. Dos jueces, uno designado por la Corte Suprema de Justicia y otro por la Corte Suprema Administrativa.

Pueden ser elegidos senadores solo los nacionales tailandeses de nacimiento, no menores de 40 años, que no sean miembros de un partido político, de la Cámara de Representantes y no incurran en ninguna de las causas de incapacidad. El mandato es por un periodo de seis años.
Ambas Cámaras
La Cámara de Representantes ejerce la iniciativa legislativa mediante proyectos de ley que, una vez aprobados, son examinados por el Senado, quien puede aprobarlos, enmendarlos o vetarlos. Si los enmienda deben volver a la Cámara de Representantes para que allí acepten o rechacen las modificaciones. En caso de veto, este tendrá una duración de 180 días, terminados los cuales la Cámara de Representantes podrá determinar finalmente el texto. (Artículos 142 a 144)
Para ambas Cámaras, es el Rey quien convoca, abre, cierra y prorroga las sesiones, pudiendo disolver anticipadamente las mismas. También puede vetar una norma aprobada por la Asamblea Nacional que precisa, para levantar el veto, dos tercios de votos favorables de ambas cámaras. (Artículos 145 a 148).

#### Poder ejecutivo
El poder ejecutivo corresponde al primer ministro y al Consejo de Ministros, según materias. El primer ministro es propuesto por el Rey a la Cámara de Representantes, que necesita una mayoría absoluta de la Cámara para ser elegido. De no ser así, se realizan nuevas votaciones y el presidente de la Cámara propondrá al Rey el candidato que más votos haya obtenido. El número de Ministros está limitado a 35.
Los miembros del Gobierno deben ser de nacionalidad tailandesa, tener treinta y cinco años o más, ser, al menos, graduados universitarios, no encontrarse incursos en causas de incapacidad o incompatibilidad como las establecidas para los diputados y senadores y haber transcurrido cinco años al menos después de haber cumplido sentencia que llevase aparejada pena de prisión.

#### Poder judicial
El poder judicial está atribuido a los jueces y magistrados que se integran en juzgados, como órganos unipersonales, y tribunales o cortes, como órganos colegiados. Básicamente se establecen tres tipos de sistemas: el poder judicial propiamente dicho, constituido por jueces y magistrados de carrera a través de las Cortes o Tribunales de Justicia; los Tribunales Administrativos, con una organización piramidal dependiente del poder ejecutivo y la Corte Constitucional de Tailandia, órgano regulado por la propia constitución y que constituye el único tribunal con competencias en determinadas materias.
Los Tribunales de Justicia constituyen el poder judicial en sentido estricto y, conforme a lo dispuesto en la constitución, se componen de tres niveles orgánicos: los Tribunales de Primera Instancia, los Tribunales de Apelaciones y la Corte Suprema de Justicia de Tailandia. A nivel territorial, se encuentran los Tribunales municipales y las Audiencias provinciales y por razón de la materia, tribunales civiles y tribunales penales. La constitución prevé la posibilidad de establecer tribunales especializados en razón de la materia, entre los que destaca el Tribunal Central de Quiebras.
Los Tribunales Administrativos se componen de dos niveles orgánicos: los Tribunales Administrativos de Primera Instancia y el Corte Suprema Administrativa de Tailandia y sus competencias se limitan a las cuestiones que puedan surgir en los conflictos jurisdiccionales y competenciales de las distintas administraciones públicas entre sí, o de los ciudadanos con las administraciones públicas, y su forma de organización estaba ya fijado en la Constitución de 1997.

### Otros órganos constitucionales
La Comisión Electoral es un órgano constitucional regulado en los artículos 229 a 241, que está compuesto por un Presidente y otros cuatro miembros, todos ellos mayores de 40 años, no incursos en las causas de incapacidad ya señaladas con anterioridad para otros poderes del Estado, con un nivel de formación mínimo equivalente al grado universitario y que no pueden ser miembros de la Corte Constitucional, ni Defensores del Pueblo o miembros de su equipo, ni de la Comisión Nacional contra la Corrupción, de la de Derechos Humanos ni del Tribunal de Cuentas. Los miembros son elegidos por un proceso de segundo grado a través de una Comisión Electiva integrada, fundamentalmente, por miembros de las Cortes de Justicia en la cúspide del poder judicial y que tienen que seleccionar a los miembros con una mayoría cualificada de dos tercios, pasando luego a votación en el Senado. Sus competencias son:
1. Vigilar el cumplimiento de la normativa electoral, y en especial los requisitos exigidos a partidos políticos y candidatos en los artículos de la Constitución, así como defender la honestidad y la equidad en los procesos electorales.
2. Informar de "los criterios para la acción del Estado para promover una elección imparcial y la igualdad de oportunidades en las campañas electorales"; creación de disposiciones de desarrollo en el control del poder ejecutivo en los procesos electorales, según la legislación establezca.
3. Vigilar la financiación de los partidos políticos, sus fuentes y la contabilidad de los mismos.
4. El control de las votaciones y, en su caso, determinar la nulidad de votaciones en colegios electorales.
5. Investigar cualesquiera actos que sean relevantes en relación con sus competencias y ofrecer los resultados definitivos de las elecciones en cualquier ámbito del país.

El Defensor del Pueblo es un órgano colegiado regulado en los artículos 242 a 245, integrado por tres miembros cuyo proceso de selección es de segundo grado y sigue el mismo sistema que el establecido para la Comisión Electoral y está sujeto al mismo régimen de incompatibilidades. El Presidente del Defensor del Pueblo es elegido por los propios integrantes del órgano entre ellos. Sus competencias son investigar las denuncias sobre las acciones presúntamente ilícitas de los funcionarios y el personal adscrito a la administración o agencias de ellas dependientes en cualquier caso, en especial cuando puedan causar daños a terceros, con excepción de las sentencias judiciales; el cumplimiento de los deberes y obligaciones, así como la incursión en causas de incapacidad, de los altos cargos del Estado en relación con las disposiciones de la Constitución y presentar cualesquiera propuestas que considere convenientes para la modificación de la Constitución. Por otro lado, podrá plantear cuestión de inconstitucionalidad ante la Corte Constitucional o la Corte Administrativa sobre cualquier disposición con rango de ley y en los casos en que durante la investigación de una denuncia advirtiera inconstitucionalidad o ilegalidad. En este caso presentará un informe con su parecer y el expediente tramitado. Se encuentra obligado a presentar un informe anual de sus actuaciones ante el poder legislativo y el ejecutivo.
La Comisión Nacional Contra la Corrupción es un órgano colegiado regulado en los artículos 246 a 251, compuesto por nueve miembros nombrados por el rey con la sanción del Senado elegidos por nueve años a los que se aplica un régimen de incompatibilidades idéntico al señalado para los demás órganos constitucionales y elegido en segundo grado por el mismo sistema previsto en el caso de la Comisión Electoral y el Defensor del Pueblo. Los miembros del Senado y de la Cámara de Representantes en número no inferior al determinado en cada caso por el texto constitucional, pueden denunciar a uno o más miembros de la Comisión ante el Senado por actuaciones injustas o violación de las disposiciones constitucionales y/o legales, así como a presentar ante la Corte Suprema de Justicia Criminal una denuncia por enriquecimiento injusto, corrupción o abuso del cargo de cualquier integrante de la Comisión. Sus competencias son:
1. Investigar y decidir si un funcionario público de alto nivel de la administración o del gobierno ha incurrido en enriquecimiento injusto, corrupción o abuso del cargo, así como investigar la exactitud de las declaraciones patrimoniales de los altos cargos de la administración o del gobierno.
2. Vigilancia y control de la moral y la ética de las personas que ocupan cargos políticos.
3. Investigar y emitir dictamen en todos los casos previstos constitucionalmente en los artículos 270 y siguientes en relación con la remoción e imputación de altos cargos del Estado o la administración, así como aquellos que determine la ley que regule la lucha contra la corrupción.

El Tribunal de Cuentas o Comisión de Auditoría del Estado es un órgano colegiado regulado en los artículos 251 a 253 de la Constitución, integrado por siete miembros designados por el rey con el refrendo del Senado, a los que se aplica un régimen de incompatibilidades idéntico al señalado para la Comisión Electoral, el Defensor del Pueblo y la Comisión Nacional Contra la Corrupción, y elegido en segundo grado por el mismo sistema previsto para los demás órganos mencionados. Tiene facultades para determinar las normas relativas a la auditoría del Estado, para dar opiniones, sugerencias y recomendaciones para la corrección de los fallos que observe en el control de las cuentas del Estado y nombra al Comité de Disciplina Financiera que decide sobre las acciones relativas a la disciplina financiera, finanzas y presupuesto. En los casos de controversia en relación con las decisiones del Comité de Disciplina Financiera, la resolución la determinarán los tribunales administrativos.

## Valoración de la doctrina jurídica
Una de las críticas más comunes es la larga enumeración de derechos constitucionales que, además del reconocimiento constitucional, se considera debía haber abordado la rápida aplicación de los mismos (posibilidad de invocar directamente la Constitución ante los jueces y tribunales en el contenido de los derechos fundamentales) sin que hubiera que esperar a una legislación de desarrollo que, en otras etapas de gobierno, tampoco se había implementado, dejando vacía la declaración constitucional, como ocurría con la Constitución de 1997.
La figura del monarca, con competencias en materias legislativas (dictar decretos), en la declaración de algunos de los estados de excepción y la jefatura de las Fuerzas Armadas sin restricciones, con libertad de nombramiento de ascensos y destinos militares, se ha valorado como una intromisión de la jefatura del Estado en los poderes legislativo y ejecutivo, no acorde con los principios de una monarquía constitucional o parlamentaria que limita su actividad a la representación del Estado y que todos sus actos deben estar refrendados. Singularmente, esta posición privilegiada del rey continuaba la tradición tailandesa en la que, a pesar de la modernización de sus instituciones democráticas, todavía mantenía perfiles de la monarquía absoluta del pasado.
En sentido general, la regulación constitucional de los distintos órganos, así como el alcance de sus poderes, es criticado por algunos juristas al entender que el proceso selectivo de los órganos colegiados resulta excesivamente alejado de la soberanía popular, atribuyendo a un subcomité la propuesta y sobre la cual existe poca capacidad para ser modificada. A nivel de cada uno de ellos, se considera que se ha atribuido a la Comisión Electoral una capacidad normativa y judicial, a través del reconocimiento de facultades para dictar disposiciones en desarrollo de leyes, reglamentos y la propia Constitución en el ámbito de su actuación, desplazando al poder ejecutivo y al legislativo en su capacidad para dictar normas vinculantes, haciendo lo mismo con el poder judicial en la resolución de aspectos sustanciales como la posibilidad de anular resultados en colegios electorales sin el examen de un tribunal de justicia. Respecto a la Comisión Nacional Contra la Corrupción se señalan como defectos una atribución de facultades muy amplia, tanto por las personas sujetas a su examen como por razón de la materia, lo que en la práctica podría dificultar su funcionamiento, así como la concurrencia en su actuación respecto de los tribunales de justicia y del propio Tribunal de Cuentas, además de convertirse en una policía o tribunal moral. En el caso del Tribunal de Cuentas, se cuestiona el Comité de Disciplina Financiera al que se atribuyen funciones propias del poder ejecutivo y del Banco Central de Tailandia como banco emisor, al atribuirse competencias que chocan con la capacidad de decisión respecto de la política económica.
Otra crítica destacada es que el artículo 299 de la nueva constitución preveía, de facto, que la Junta Militar que había encabezado el golpe de Estado en 2006, quedaba amnistiada.
En un sentido positivo, se ha valorado el retorno a un escenario democrático en un período breve de tiempo cuestionado por el golpe de Estado de 2006, la separación de los tribunales administrativos de los judiciales, que la Comisión Electoral y la Comisión Nacional Contra la Corrupción tenga rango de órgano constitucional y sean ajenas al poder ejecutivo evitando anteriores intervenciones del mismo en los procesos electorales.

## Referéndum constitucional
Desde el principio del proceso, la Junta Militar aseguró que el nuevo texto constitucional sería sometido a referéndum. Este se convocó para el 19 de agosto. Durante la jornada se produjo la explosión de un artefacto en un mercado próximo a un centro de votación en la provincia de Narathiwat, que causó dos heridos. Un total de 16.000 soldados estaban encargados de vigilar los 2.558 colegios electorales, sobre todo en el sur del país, donde se encuentran los núcleos de insurgencia separatista.

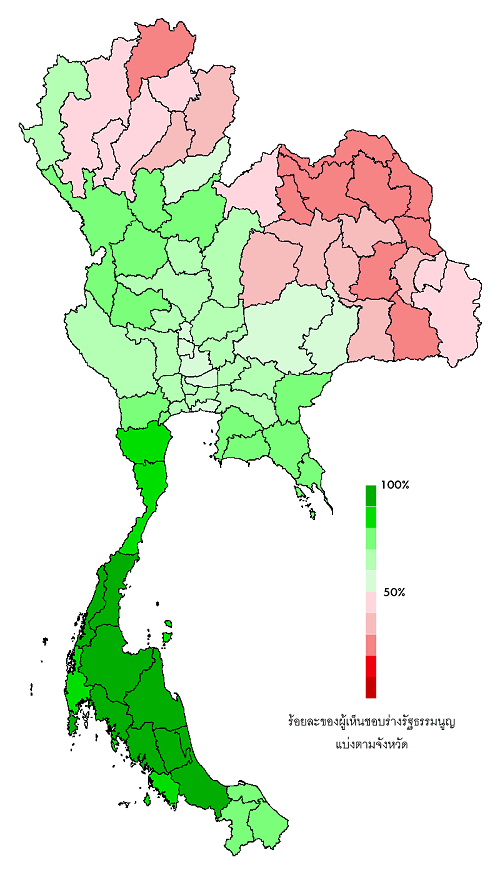
Resultados por provincias. En verde, aquellas en las que se obtuvieron más votos a favor; en rosa, las que arrojaron más votos en contra.

Las encuestas a pie de urna de la Universidad de Suan Dusit sobre un total de 20.000 votantes reflejaron que el 68 por ciento habían aprobado la propuesta de Constitución. Resultados similares ofrecía una encuesta elaborada por la Universidad Ramkhamhaeng.
El Gobierno y la Junta Militar anunciaron la aprobación del texto media hora después del cierre de los colegios electorales, a las 16:00 hora local (09:00 UTC). El 20 de agosto la Comisión Electoral anunció que había participado el 57,6 % del electorado y que, con el 98 por ciento de los votos escrutados, el 56,5 había votado a favor de la Constitución y un 44,2% en contra. Las cifras al terminar el escrutinio se modificaron al alza en el sentido de los votos afirmativos, que fueron el 57,8%. En todas las regiones del país el voto a favor superó al voto en contra, menos en la región norte y la nordeste, feudo de los seguidores de Thaksin, donde voto a favor el 36,5%, frente al 63,4% en contra (Ver mapa).

### Tabla de resultados
| Participación:      |            |        |
| Votantes            | 25 978 954 | 57.61% |
| Abstención          | 19 114 001 | 42.39% |
| Total electores     | 45 092 955 |        |
| Votos:              |            |        |
| Votos válidos       | 25 474 747 | 98.06% |
| Votos nulos         | 504 207    | 1.94%  |
| Total votantes      | 25 978 954 |        |
| Resultados:         |            |        |
| Votos a favor       | 14 727 306 | 57.81% |
| Votos en contra     | 10 747 441 | 42.19% |
| Total votos válidos | 25 474 747 |        |

### Reacciones
El primer ministro, Surayud Chulanont, aseguró cuando se empezaron a conocer los primeros resultados en la noche del 19 al 20 de agosto que se convocarían elecciones generales a finales de 2007, sin precisar la fecha exacta: «Consideramos que esta Constitución ha sido aprobada por el pueblo, y para fines de agosto la Constitución será sometida al rey Bhumibol Adulyadej para que la ratifique». También mostró su sorpresa por el alto número de votos en contra.
El Presidente de la Junta Militar, Sonthi Boonyaratkalin, afirmó a la vista de los resultados que la fuerte presencia del voto en contra en el nordeste y sur del país era una lección que el gobierno debería de estudiar.
Por su parte, diversos analistas políticos consideraron que la ajustada victoria colocaba en una difícil situación a los militares de cara a las próximas elecciones anunciadas antes de fin de año. También se mencionó como factor importante en la situación política creada después de los resultados la profunda división existente en el país entre las zonas urbanas y las rurales: mientras que las primeras habían superado ampliamente el 60% de votos favorables al texto constitucional, en muchas de las áreas rurales se había votado mayoritariamente en contra.
Panitan Wattanayagorn, de la Universidad de Chulalongkorn, señaló: «los tailandeses enviaron una señal clara a la junta: quieren elecciones en diciembre y una vuelta a la normalidad». La Bolsa de Bangkok reaccionó con una subida de un 3,15% el 20 de agosto, lo que hizo considerar al presidente de la Federación de Industrias Tailandesas que el resultado del referéndum aumentaría la confianza de los inversores.
Grupos de derechos humanos criticaron las condiciones en las que se ejerció el voto, al encontrarse cerca de la mitad de las provincias de Tailandia bajo la ley marcial, así como Human Rights Watch manifestó de nuevo que la constitución reforzaba la influencia de los militares y burócratas.
Las fuerzas políticas de la oposición, provenientes en su mayoría del ilegalizado Thai Rak Thai, (el Partido del Poder del Pueblo, el Frente Unido de la Democracia Contra la Dictadura y el Pueblo del Sábado Contra la Dictadura) anunciaron el 20 de agosto la aceptación de los resultados electorales y el fin de su oposición al gobierno, aceptando la nueva constitución.